# Fancam
Una fancam, tal com indica el seu nom, consisteix en un vídeo fet per fans d'un artista realitzant una actuació. Normalment s'enfoquen en un cantant i solen estar grabades en format vertical.

## Història
El 15 d'octubre de 2014 una fancam de Ahn Hee Yeon, més coneguda pel seu nom artístic Hani, del grup de kpop EXID va ser pujada a la plataforma Youtube, tornant-se viral en la knet (comunitat coreana a internet). El vídeo seguia a l'artista per l'escenari mentre ballava al ritme de la seva cançó “Up & Down” en un concert per a soldats a Paju, província de Gyeonggi. El vídeo va aconseguir que la cançó entrés al *top del rànquing nacional “Haon Singles Chart”. Gràcies a ell també van ser convidades a programes de música coreans com el “M Countdown de Mnet o el Music Bank de *KBS. Dos anys més tard, el 5 de juliol, va tornar a aconseguir un rècord, aconseguint els 20 milions de visites a Youtube. L'ídola va declarar al moment que continua veient el vídeo per a animar-se, ja que li recorda als moments difícils que va passar al costat del seu grup.
Milions de fans es van apuntar a la tendència, gravant vídeos similars dels seus ídols favorits ballant a l'escenari, amb l'objectiu d'augmentar la seva popularitat. Avui dia, aquest format s'ha tornat tan popular, que fins i tot canals de música coreans (tal com: “Show! Music Core”) o les pròpies companyies que dirigeixen als ídols (com” YG Entertainment”) pugen les seves pròpies fancams als seus canals de Youtube.
El 16 d'octubre de 2018, @duetkm va pujar una fancam de 9 segons on es veia al raper Min Yoongi del grup BTS interpretant la seva cançó en solitari “Seesaw” de l'àlbum “love yourself: answer”. Es va fer viral al moment, arribant a més d'un milió de visites en un dia. El vídeo va acabar aconseguint més de 60 milions de visualitzacions abans de ser esborrat, trencant un rècord i posicionant-se com el vídeo més vist de l'app en el moment. El vídeo original no està disponible, ja que va ser esborrat quan el compte que el va pujar va ser suspès. El vídeo ha estat repujat múltiples vegades per altres usuaris.
Aquest clip va revifar la flama de les fancams i va obrir noves possibilitats, inspirant als fans de nou a crear les seves pròpies. Per a fer els vídeos famosos, els fans de kpop van començar a contestar a tuits virals i a fer spam amb els vídeos per tota l'aplicació. Això ha estat molt controversial, ja que els tuits van arribar als locals i haters de kpop, resultant en baralles i disputes.

## Participació política

### Black Lives Matter
El juny de 2020, durant les protestes del moviment Black Lives Matter que van seguir l'assassinat de George Floyd, els fans de kpop van sabotejar les etiquetes de supremacistes blancs, com ara as #WhiteLivesMatter, #AllLivesMatter, #BlueLivesMatter, o #WhiteOutWednesday, moviment creat com a resposta al #BlackOutWednesday, que va intentar donar veu a les persones Negres i els seus problemes. Ho van fer a força d'omplir els hastags amb fancams, al punt en el qual era totalment impossible arribar als tuits originals, fent-los completament invisibles. També van usar la mateixa tècnica quan el Departament de Policia de Dona-les va demanar als usuaris de twitter que pugessin vídeos dels protestants en l'app “iWatch Dallas app” amb l'objectiu d'identificar els protestants. Els fans de kpop també van tenir un rol decisiu en el ral·li de Trump durant les mateixes dates, juntament amb els usuaris de AltTikTok. Feren falses reserves de tiquets, per la qual cosa en un estadi amb una capacitat de 19,000 persones tan sols van atendre 6,200. També participen en múltiples causes benèfiques. Un exemple relacionat amb l’anterior pot ser la donació d’un milió de dòlars per al moviment Black Lives Matter per part de les AMRYs o fans de BTS, amb la intenció d’igualar la donació del propi grup.

### Protestes contra VOX
El dos de Juliol els hastags #fachaqueveofachaquefancameo (traduïts a fascista que vec, fascista que fancamejo) i #Abascalprincesa van ser tendència en twitter sumant milers de tuits, és més, el primer va ser trending topic en l'aplicació per més de 10 hores. La iniciativa va ser encapçalada per @gwescity, fan del grup GWSM, amb la intenció d'omplir els comptes de VOX amb missatges antifeixistes. En una entrevista amb ElPaís va afirmar com ella ja enviava fancams a Vox, els qui la tenen bloquejada, però amb la intenció de "fotre'ls". Va ser inspirada per l'esdeveniment anterior, el sabotatge de l'aplicació del Departament de Policia de Dalas. Es va crear així un grup de Whatsapp amb més de 100 participants que van estar enviant tuits a VOX, Abascal i Trump. El partit polític espanyol va intentar bloquejar als qui van participar, però van ser tants comptes que els va resultar impossible. En aquest cas, les fancams, en tenir una temàtica concreta, van adquirir un toc humorístic i les van adaptar als esdeveniments, editant banderes republicanes en el fons i situant als ídols ballant en "El Valle de los Caídos " o en la secció de fruiteria del Mercadona.